# THE 二枚目
『THE 二枚目』（ザ・にまいめ）は、メロン記念日の2枚目のオリジナル・アルバム。2004年12月1日にzetimaから発売された。

## 概要
1年9か月ぶりのアルバムであり、当時活動休止中だったシャ乱Qのメンバーを中心に制作された。
シングル表題曲5曲と本作用の書き下ろし楽曲7曲の全12曲で構成されている。

## 収録曲
1. シャンパンの恋
作詞：つんく　作曲：今井千尋　編曲：鈴木俊介
2. 涙の太陽
作詞：湯川れい子 作曲：中島安敏　編曲：鈴木Daichi秀行
エミー・ジャクソンの楽曲のカバー。
3. 刹那さ Ranking
作詞：三浦徳子　作曲・編曲：たいせー
4. チャンス of LOVE
作詞・作曲：つんく　編曲：鈴木Daichi秀行
5. キライ、スキ スキ スキ ホント、ウソ ウソ ウソ
作詞：三浦徳子　作曲：はたけ　編曲：矢野博康
6. かわいい彼
作詞・作曲：つんく　編曲：守尾崇
7. レモンタルト
作詞・作曲：今井千尋　編曲：鈴木俊介
8. MI DA RA 摩天楼
作詞・作曲：つんく　編曲：高橋諭一
9. 愛してはいけない…
作詞：牧穂エミ　作曲：はたけ　編曲：K-Muto
10. ラストシーン
作詞：まこと　作曲：はたけ　編曲：K-Muto
11. 努力・系・美人
作詞：さいとういんこ　作曲：たいせー　編曲：矢野博康
12. THE 二枚目〜ON MY WAY〜
作詞：まこと・つんく　作曲：たいせー　編曲：小西貴雄

## 参加ミュージシャン
刹那さ Ranking
- プログラミング：たいせー
- ギター：福原将宜
- ベース：種子田健
- ドラム：吉田太郎
- コーラス&クラップ：メロン記念日

キライ、スキ スキ スキ ホント、ウソ ウソ ウソ
- プログラミング：矢野博康
- ギター：奥田健介
- コーラス：メロン記念日

レモンタルト
- プログラミング＆ギター：鈴木俊介
- ドラム&パーカッション：GENTA
- コーラス：メロン記念日

愛してはいけない…
- プログラミング：K-Muto
- ギター：石成正人
- コーラス：メロン記念日

ラストシーン
- プログラミング：K-Muto
- ギター：石成正人
- コーラス：牧穂エミ

努力・系・美人
- プログラミング：矢野博康
- ギター：奥田謙介
- コーラス：メロン記念日

THE 二枚目〜ON MY WAY〜
- プログラミング：小西貴雄
- ギター：朝井泰生
- コーラス：メロン記念日・牧穂エミ

## カバー
かわいい彼
- こぶしファクトリー - アルバム『辛夷其ノ壱』初回生産限定盤B DISC2に収録。